# Cirebon
Cirebon, thành phố ở Tây Nam Indonesia, ở tỉnh Tây Java, là một thành phố cảng ở bờ biển Bắc của Java. Thành phố có một cảng lớn chuyên phục vụ vận chuyển trà, gạo, đường, cà phê, các loại dầu,  gỗ tếch và các sản phẩm khác của khu vực xung quanh. Careme (3078 m/10.098 ft), một núi lửa còn hoạt động, nằm ở một khoảng cách ngắn so về phía Tây Nam của thành phố.